# 兰考泡桐
兰考泡桐（学名：Paulownia elongata）是玄参科泡桐属的植物，是中国的特有植物。分布在中国大陆的山东、河南、河北、江苏、陕西、山西、安徽、湖北等地，生长于海拔800米的地区，常生长在野生，目前尚未由人工引种栽培。
其种加词“elongata”意为“长的”。